# Sein Steckbrief ist kein Heiligenbild
Sein Steckbrief ist kein Heiligenbild (Originaltitel: El hombre que mató a Billy el Niño) ist ein 1967 produzierter spanisch-italienischer Western, den Julio Buchs inszenierte. Er wurde im Mai 1967 in Spanien ur- und am 14. August 1970 in deutschen Kinos erstaufgeführt.

## Inhalt
Billy Bonney wird zufällig Zeuge eines Überfalls auf seine Mutter und ersticht den Verbrecher. Da er nun die Blutrache der Familie des Täters befürchten muss, rät ihm auch ein alter Freund seines Vaters, Pat Garrett, das Land zu verlassen. Als ihm ein Bruder des Verbrechers begegnet, ist Billy in Notwehr erneut gezwungen zu töten.
Langsam baut sich Billys Ruf als unbezwingbarer Schütze auf – gegen seinen Willen, mag er doch nur seine Ruhe haben. Er lernt in Tunstall einen väterlichen Freund kennen, in dessen Tochter er sich verliebt, muss jedoch nach dessen Ermordung, derer er verdächtigt wird, als Outlaw leben. Als der Gouverneur eine Amnestie für alle Banditen erlässt, die sich freiwillig entwaffnen lassen und sesshaft werden, stellt sich Billy dem mittlerweile Sheriff gewordenen Garrett, wird jedoch aus dem Hintergrund erschossen.

## Kritik
Die Kritiken waren sich recht einig: „relativ bedeutungslos“, „ohne Überraschungen“ oder „weder originell noch über ärmliche Umsetzung hinausgehend“ lautete das jeweilige Fazit. Allerdings wurde dem Film bescheinigt, „historisch ziemlich akkurat“ zu sein.

## Bemerkungen
Gedreht wurde in der Gegend um Madrid, um Almería, in der Nähe von Rom und von Triest. Über 2,26 Millionen Zuschauer sahen den Film.